# 131. Infanterie-Division (Wehrmacht)
Die 131. Infanterie-Division (131. ID) war ein militärischer Großverband der Wehrmacht.

## Divisionsgeschichte
Einsatzgebiete:
- Deutschland: Oktober 1940 bis Juni 1941
- Ostfront, Mittelabschnitt: Juni 1941 bis März 1944
- Ostfront, Wolhynien: März bis Juli 1944
- Ostfront, Litauen: Juli 1944
- Ostpreußen: August 1944 bis April 1945

Die 131. ID wurde als Division der 11. Aufstellungswelle im Oktober 1940 auf dem Truppenübungsplatz Bergen in der Lüneburger Heide bei Celle aus Teilen der 31., 269. und 19. Infanterie-Division aufgestellt. Sie wurde für das Unternehmen Barbarossa, dem Überfall auf die Sowjetunion, im Frühjahr 1941 bereitgestellt. 
Die 131. ID. kämpfte bei der Heeresgruppe Mitte mit der 4. Armee im Juni 1941 im Raum Brest-Litowsk an der weißrussischen Grenze. Die Division war dabei beim Angriff dem XXXXIII. Armeekorps unterstellt, beteiligte sich an der Schließung des Kessels von Bialystok und marschierte dann von Lyskowo, Ruzhany, Pogost, Gluska, in südliche Richtung nach Bobruisk. Als Reserve des OKH überquerte die Division den Dnepr bei Schlobin und verblieb im August 1941 im Raum Paritschi. Auf der Linie Gomel – Marino am Sosch Nowosybkow in der Nähe von Brjansk kam es zu einer Reihe von Gefechten mit der Roten Armee. Ende August traf der Befehl ein, nach Süden in Richtung Kiew abzudrehen. Am Snow kam es bei Tschernigow, Kulikowka und Neshin zu weiteren Kämpfen. Danach wurde die Division im November 1941 wieder in Richtung Norden zur 2. Panzerarmee nach Smolensk in den Raum Roslawl verlegt. Die 131. ID gelangte über Kaluga an der Oka, Suchinitschi, Koselsk, Belew nach Alexin im zentralrussischen Oblast Tula. Bei Alexin und Kostrowo wurde die 131. ID in zahlreiche Kämpfe mit der Roten Armee verwickelt, so dass sie sich nach Kaluga zurückziehen und sich dort zur Verteidigung einrichten musste. 
Das Jahr 1942 war für die 131. ID geprägt durch Kämpfe bei Kostino und Juchnow, wobei es an der Rollbahn zwischen Juchnow und Roslawl zu lang anhaltenden Stellungskämpfen mit den sowjetischen Truppen um die strategisch wichtige Verkehrslinie kam. Nördlich von Spas-Demensk wurde im Sommer 1942 ein Verband der Roten Armee eingeschlossen, der von der 131. ID zusammen mit Fallschirmjägern vernichtet wurde. 1943 wurde die 131. ID bei Kirow eingesetzt und war dort Abwehrkämpfen mit der Roten Armee bei Kirow, Jakimowo und Bjeloy ausgesetzt. Der Druck des Gegners wurde zu stark, so dass sich die Division über die Desna zurückziehen musste, von dort aus ging es weiter in Richtung Westen über Bogdanowo, über den Sosch bis zur Pronja südlich von Tschaussy. Am Fluss Pronja lag die Einheit dann in jahrelangen Stellungskampf. 
Nach der Smolensker Operation wurde die Division im Januar 1944 nach Witebsk verlegt, wo sie südöstlich der Stadt am Fluss Lutschessa eine Verteidigungslinie halten sollte. Nach einem Einbruch der Roten Armee in diesem Gebiet, wurde die Division nach Kowel verlegt, um die dort als Fester Platz ausgewiesene Stadt um jeden Preis zu halten. Der Fluss Turja wurde von der Roten Armee im Juli 1944 überschritten, worauf die Division nach Kalvaria verlegt wurde. Der Rückzug der Division führte über den Fluss Szeschupa, das litauische Suwałki, den Wystiter See, das masurisch-ostpreußische Wehrkirchen, Rominter Heide bis Gołdap. Die 131. ID kämpfte in der Kesselschlacht von Heiligenbeil, Rosenberg und Balga und wurde von der Roten Armee vernichtet. Es gelang, den Divisionsstab nach Swinemünde auszuschiffen, wo er am 16. April 1945 zur Aufstellung der 4. RAD-Division fungierte.

## Personen
| Dienstzeit                          | Dienstgrad                      | Name                   |
| ----------------------------------- | ------------------------------- | ---------------------- |
| 1. Oktober 1940 bis 10. Januar 1944 | Generalmajor/Generalleutnant    | Heinrich Meyer-Bürdorf |
| 10. Januar bis 28. Oktober 1944     | Generalmajor/Generalleutnant    | Friedrich Weber        |
| 28. Oktober 1944 bis 1. Januar 1945 | Oberst/Generalmajor der Reserve | Werner Schulze         |
| 1. Januar 1945 bis zur Auflösung    | Oberst                          | Nobiz                  |

| Dienstzeit                            | Dienstgrad     | Name                    |
| ------------------------------------- | -------------- | ----------------------- |
| 5. Oktober 1940 bis 18. Dezember 1941 | Major          | Fritz Merker            |
| 18. Dezember 1941 bis 30. Juni 1944   | Oberstleutnant | Günther von Steinsdorff |
| 30. Juni 1944 bis 1. Februar 1945     | Major          | Nette                   |
| 1. Februar bis April 1945             | Major          | L. G. Bärwinkel         |

## Gliederung
Veränderungen in der Gliederung der 131. ID von 1940 bis 1944
| 1940                      | 1943                     | 1944                     |
| ------------------------- | ------------------------ | ------------------------ |
| Infanterie-Regiment 431   | Grenadier-Regiment 431   | Grenadier-Regiment 431   |
| Infanterie-Regiment 432   | Grenadier-Regiment 434   | Grenadier-Regiment 432   |
| Infanterie-Regiment 434   | Divisions-Bataillon 131  | Grenadier-Regiment 434   |
| –                         | –                        | Füsilier-Bataillon 131   |
| Artillerie-Regiment 131   |                          |                          |
| Pionier-Bataillon 131     |                          |                          |
| Panzerjäger-Abteilung 131 |                          |                          |
| Aufklärungs-Abteilung 131 | Feldersatz-Bataillon 131 | Feldersatz-Bataillon 131 |
| Nachrichten-Abteilung 131 |                          |                          |
| Nachschubstruppen 131     |                          |                          |